# Gare de Maillé
Gare de Maillé – przystanek kolejowy w Maillé, w departamencie Indre i Loara, w Regionie Centralnym, we Francji.
Jest przystankiem kolejowym Société nationale des chemins de fer français (SNCF), obsługiwanym przez pociągi TER Centre i TER Poitou-Charentes kursujących między Tours, Port-de-Piles lub Poitiers.